# Ustawienie płodu
Ustawienie płodu (łac. positio) – termin z zakresu ginekologii i położnictwa określający ustawienie części płodu względem ścian macicy. 
Wyróżnia się:
- ustawienie I – określające pozycję, w której plecy płodu zwracają się w kierunku lewej ściany macicy
- ustawienie II – w którym plecy płodu zwrócone są w kierunku prawej ściany macicy.

Wyróżnia się też dwie odmiany ustawienia:
- odmianę A – przednia – grzbiet płodu skierowany bardziej do przodu (jednak wciąż znajduje się z boku macicy)
- odmianę B – tylna – grzbiet płodu skierowany jest bardziej do tyłu